# 癸烯
癸烯，通常是指十个碳原子的烯烃，化学式C10H20，包括有：

## C10主链
- 1-癸烯 CAS：872-05-9
- 2-癸烯 CAS：6816-17-7
- 3-癸烯 CAS：19398-37-9 （不区分顺反）、19398-86-8 （顺）、19150-21-1 （反）
- 4-癸烯 CAS：19689-18-0
- 5-癸烯 CAS：19689-19-1

## C8主链
- 3,7-二甲基-1-辛烯 CAS：4984-01-4
- 2,6-二甲基-2-辛烯 CAS：4057-42-5
- 3,7-二甲基-2-辛烯 CAS：56523-30-9